# وفيات 2012

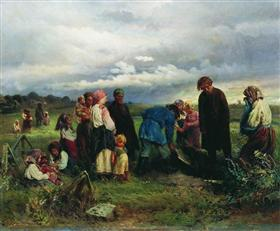

قائمة بأبرز وفيات سنة 2012.

|  |

## وفيات يناير
1
- مقتل هيلدا فيست، 98، سيدة معمرة
- عبد الرحمن البيضاني، 86، سياسي يمني
- كيرو غليغوروف، 94، سياسي مقدوني
- فرانسيسكو مارينو (نحات)، 91، رسام أرجنتيني
- إبراهيم البيطار، 87، سياسي وإقتصادي سوري

2
- حسن مرزوق، 81، ناشط تونسي
- عبد الفتاح عمر، 68، قانوني تونسي
- يوشيرو هاياشي، 89، لاعب غولف ياباني

3
- أوسامو ماتسوبارا، 94، رجل أعمال ياباني

5
- هيكارو هاياشي، 80، ملحن ياباني
- ممدو سامبولي با، 86، سياسي موريتاني

7
- إبراهيم أصلان، 76، روائي مصري.[1]

8
- ديف الكسندر، 73، موسيقي أمريكي
- فرانتس دورفر، 61، ملاكم نمساوي
- فضل النقيب، 68، كاتب يمني
- قاسم جداين، 73، صحفي مغربي.[2]

10
- تاكاو ساكوراي، 70، ملاكم ياباني

11
- جيل جاكيه، 43، صحفي فرنسي
- مصطفى أحمدي روشن، 32، عالم نووي إيراني
- فاطمة العاقل، 55، ناشطة يمنية
- والي أوستيركورن، 83، لاعب كرة سلة أمريكي

13
- أرتي ليفين، 86، ملاكم أمريكي
- رؤوف دنكطاش، 87، رئيس قبرص الشمالية.[3]
- ميلان ميلانيتش، 81، مدرب كرة قدم يوغوسلافي.

15
- مانويل فراغا، 89، سياسي إسباني

16
- خوان كارلوس بيريز لوبيز، 66، لاعب كرة قدم إسباني

17
- محمد رويشة، 62، فنان مغربي.
- أحمد حميده، 63، كاتب مصري.

18
- محمد الحبيب بلخوجة، 89، عالم دين تونسي

19
- حسين هرموش، 39، ضابط عسكري سوري منشق

20
- إيتا جيمس، 73، مغنية أمريكية

21
- الشيخ سعود الناصر الصباح، 67، سياسي ودبلوماسي كويتي.
- كازو أوكاماتسو، 80، مؤلف ياباني

22
- بلحاج بوشعيب، 93، سياسي جزائري

23
- عبد الله الميهوب، 56، سياسي وأكاديمي ليبي.
- شريف خدام، 85، مغني وشاعر جزائري

24
- بيير سينيبالدي، 87، لاعب ومدرب كرة قدم فرنسي.
- جيمس فارنتينو، 73، ممثل أمريكي
- مصطفى محمد القصاب، 78، صحفي بحريني
- توفيق مشلاوي، 77، صحفي فلسطيني

25
- خالد الشواف، 88، ممثل عراقي
- لبيب السباعي، 66، صحفي مصري
- عزية علي طه، ؟، عالمة مسلمة سودانية
- فرانكو باتشيني، 72، عالم فلك إيطالي
- روبرت شيران، 96، سياسي أمريكي

26
- بهجت أبو غربية، 96، مناضل فلسطيني.
- هيرويوكي كاناي، 86، مؤلف ياباني
- حسن فاروق ماريكار، 74، سياسي هندي

27
- حكمت مزبان إبراهيم العزاوي، 79، سياسي عراقي

28
- إبراهيم بن عبد المحسن آل عبد القادر، 88، عالم سلفي سعودي
- دون فولمير، 72، ملاكم أمريكي
- ديانا بليس، 57، منتجة مسرحية أسترالية

29
- أوسكار لويجي سكالفارو، 93، الرئيس التاسع لدولة إيطاليا
- زكي الجابر، 81، شاعر عراقي

30
- عبد الحميد مهري، 85، سياسي جزائري.
- أل ريو، 49، رسام برازيلي

31
- سهير الباروني، 74، ممثلة مصرية.
- هيروشي ايواتا، 83، عالم إقتصاد ياباني
- ليزلي كارتر، 25، مغنية وممثلة أمريكية

## وفيات فبراير
1
- أنجيلو دندي، 90، ملاكم أمريكي
- دون كورنيليوس، 75، مقدم تلفزيوني أمريكي
- فيسوافا شيمبورسكا، 88، شاعرة بولندية حاصلة على جائزة نوبل في الأدب عام 1966.[4]

2
- نسيب لحود، 67، سياسي لبناني.
- عبد السلام صبره، 100، سياسي يمني

3
- بن غازار، 81، ممثل أمريكي
- تيرينس هيلدنر، 49، ضابط أمريكي

4
- عبد الرزاق الحلبي، 87، عالم دين سوري
- مظهر طيارة، 23، صحفي سوري
- أحمد عبد الهادي، 74، ممثل مصري
- مارتن مارتينيز، 65، دراج إسباني

5
- عبد العزيز بن عبد الله، 89، لغوي مغربي
- سام كوبولا، 79، ممثل أمريكي

6
- علي حمد جعفر، 88، عضو مجلس النواب اللبناني
- جانيس إيلين فوس، 55، رائدة فضاء أمريكية
- ديفيد روزنهان، 83، عالم نفس أمريكي

8
- فيل برونز، 80، ممثل أفلام أمريكي
- ليو هيتش، 82، لاعب كرة سلة أمريكي
- لويس ألبرتو سبينيتا، 62، موسيقي أرجنتيني

9
- يلماز أوزتونا، 81، سياسي ومؤرخ تركي

10
- إبراهيم الفقي، 61، خبير مصري في التنمية البشرية والبرمجة اللغوية العصبية.

11
- جيف سليد، 70، لاعب كرة سلة أمريكي
- محمد حسن شرشر، 77، كاتب مصري
- ويتني هيوستن، 48، مغنية أمريكية.[5]

12
- جلال عامر، 79، صحفي مصري

13
- محمد العماري، 72، عسكري جزائري.
- أنور كمال خان، 64، سياسي باكستاني

14
- إبراهيم خليل داودوف، 51، جهادي سلفي قوقازي
- مايك برناردو، 44، ملاكم جنوب أفريقي

15
- حاتم ذو الفقار، 59، ممثل مصري.
- عبد الحافظ حلمي محمد، 85، أستاذ جامعي مصري
- حسين طالب، 92، طبيب عراقي
- جون جي. يوسوك، 74، عسكري أمريكي

16
- أنتوني شديد، 43، مراسل أمريكي
- جين فانس، 88، لاعب كرة سلة أمريكي

18
- محمد وردي، 79، مطرب سوداني

19
- ريناتو دولبيكو، 97، عالم إيطالي في علم الفيروسات حاصل على جائزة نوبل في الطب عام 1975.
- عبد العزيز السنيد، 90، صحفي سعودي

20
- فاضل الفهد، 37، ممثل كويتي
- أحمد راشد ثاني، 50، شاعر إماراتي
- جوني إزيرسكي، 89، لاعب كرة سلة أمريكي
- كنوت توربيورن إغن، 51، لاعب ومدرب كرة قدم نرويجي

21
- طارق عبد الحكيم، 93، موسيقي سعودي.
- رفاعي سرور، 65، مفكر إسلامي مصري
- رامي السيد، 27، ناشط سوري

22
- ماري كولفين، 56، صحفية أمريكية
- ريمي أوتليك، 28، صحفي فرنسي
- بيلي سترينج، 81، موسيقي أمريكي

23
- بكري الطرابيشي، 93، عالم دين سوري
- ديفيد ساير، 87، فيزيائي أمريكي

25
- رجاء ياقوت صالح، 74، كاتبة وأكاديمية مصرية
- أحمد السنباطي، 66، ملحن مصري
- ديك ديفيس، 76، لاعب كرة سلة أمريكي

27
- ثروت عكاشة، 91، كاتب وسياسي وعسكري مصري.
- أرمان بنفيرن، 85، لاعب كرة قدم فرنسي

29
- عاطف العراقي، 76، فيلسوف وكاتب مصري
- رولاند باوتيستا، 60، موسيقي أمريكي
- شيلدون مولدوف، 91، فنان وكاتب قصص مصورة أمريكي

## وفيات مارس
1
- جيروم كورتلاند، 85، ممثل أفلام أمريكي
- إدي ألين (لاعب كرة قدم أمريكية)، 93، لاعب كرة قدم أمريكي
- فيليب آر ألين، 72، ممثل أفلام أمريكي
- أليس أردن، 97، واثبة عالية أمريكية
- جاك فوتس، 86، مدير فني أمريكي
- لوتشو دالا، 68، مغني إيطالي

2
- أبو بكر القادري، 97، سياسي مغربي
- جيرار رينالدي، 69، ممثل ومغني فرنسي
- جيمس ويلسون، 80، كاتب أمريكي

3
- ليوناردو سيمينو، 94، ممثل أفلام أمريكي
- روني مونتروز، 64، موسيقي أمريكي

4
- بيت ماكافري، 83، لاعب كرة سلة أمريكي

6
- سايوري، 55، ممثلة ومؤدية أصوات يابانية
- ماركوس ألونسو إيماز، 78، لاعب كرة قدم إسباني

7
- فلودزميزيرز سمولاريك، 54، لاعب كرة قدم بولندي.
- حسن أبو سعدة، 81، قائد عسكري مصري

8
- سيمين دانشور، 91، كاتبة إيرانية
- حسن كتبي، 102، سياسي وأديب سعودي
- مينورو موري، 77، رائد أعمال ياباني
- تشارلي هوغ، 80، لاعب كرة سلة أمريكي

9
- زهير القيسي (سياسي)، 49، سياسي فلسطيني
- عبد الصمد العشاب، 75، مؤرخ مغربي

10
- فرانك شيروود رولاند، 84، كيميائي أمريكي
- أمينة الفيلالي، 16، فتاة مغربية
- جان جيرو، 73، فنان قصص مصورة فرنسي

11
- غياث طيفور، 43، ملاكم سوري
- جون سوزا، 91، لاعب كرة قدم أمريكي

12
- ديك هارتر، 81، مدرب كرة سلة أمريكي
- فريدهيلم كونيتزكا، 73، لاعب كرة قدم ألماني

13
- عثمان عامر، 80، صحفي جزائري
- عبد الله الدهدوه، 46، رجل شيعي مغربي

14
- الهادي قلة، 61، مغني تونسي

16
- تاكاكي يوشيموتو، 87، مؤلف وشاعر ياباني
- عزيز أبو صابر، 87، خبير بيئي برازيلي من أصل عربي
- ستانيزلاو باسورا، 85، لاعب كرة قدم إسباني

17
- البابا شنودة الثالث، 88، بابا وبطريرك الكنيسة القبطية الأرثوذكسية.
- محجوب عمر، 80، مناضل وكاتب مصري
- برنار كوين، 87، فيزيائي وعالم نووي أمريكي

18
- جورج توبو الخامس، 63، ملك تونغا سابقا
- خليفي أحمد، 91، مغني جزائري

20
- مقتل إستر مويكامبا، ؟، فتاة كينية
- محمد الحسن سالم حميد، 56، شاعر سوداني

21
- برونو جياكوميتي، 104، مهندس معماري سويسري

22
- محمد إبراهيم نقد، 82، سياسي سوداني.
- عزيز العلوي، 47، ممثل مغربي.

23
- عبد الله يوسف أحمد، 77، رئيس الصومال.
- ناجي طالب، 94، رئيس وزراء العراق.

24
- محسن محمد، 84، صحفي مصري
- سحبان أحمد مروة، 58، شاعر وكاتب لبناني

25
- أنطونيو تابوكي، 68، كاتب إيطالي.
- سوزانا أغيرو، 67، راقصة باليه أرجنتينية

26
- توماس كوفر، 73، عالم رياضيات أمريكي

27
- صبحي سعدو، 90، مصارع سوري
- أدريان ريتش، 82، كاتبة أمريكية

28
- ويليام سامبسون (مؤلف)، 52، كاتب كندي

29
- لوك أسكيو، 80، ممثل أمريكي

30
- جورج فهد، 76، مغني وملحن سوري
- فرانسيسكو مانشيني، 43، لاعب كرة قدم إيطالي

31
- سيد عبد الكريم، 75، ممثل مصري.
- أحمد إسماعيل حسن، 22، صحفي بحريني

## وفيات أبريل
1
- إكريم بورا، 78، ممثل تركي.
- سامية يوسف عمر، 21، رياضية صومالية
- جورجو كيناليا، 65، لاعب كرة قدم إيطالي
- سورو بوفاليني، 70، لاعب كرة سلة إيطالي

2
- فاطمة نسل شاه، 91، أميرة عثمانية مصرية
- جيم ديلاني، 91، منافس أولمبي أمريكي

3
- محمد أحمد شبيب، 77، قارئ قرآن مصري
- أنطونيو منجوتيه، 93، رسام كاريكاتير إسباني

4
- خالد تاجا، 72، ممثل سوري.
- حامد البيتاوي، 68، داعية فلسطيني
- أ. دينيسي بيرد، 63، عالم نفس أمريكي
- كلود ميلر، 70، كاتب فرنسي

5
- بينجو وا موثاريكا، 78، رئيس مالاوي.
- أ. جي. إل. شو، 96، مؤرخ أسترالي
- أشرف الكردي، 75، سياسي وطبيب أردني

6
- فانغ لي تشي، 76، فيزيائي وناشط حقوقي صيني
- برعي بشير، 80، لاعب كرة قدم سوداني
- توماس كينكيد، 54، رسام أمريكي

7
- بشير أحمد قريشي، 52، سياسي باكستاني
- إغناطيوس موسى الأول داود، 81، أسقف نصراني سوري
- محمد حشلاف، 58، كاتب مغربي

9
- فؤاد خليل، 71، ممثل مصري.
- تاكيشي آونو، 75، ممثل ومؤدي أصوات ياباني
- ضياء شيت خطاب، 92، قاضي عراقي
- ليلي تشوكجيان، 90، مغنية أوبرا أمريكية

10
- كورت كرين، 47، لاعب كرة قدم أمريكي

11
- أحمد بن بلة، 95، رئيس الجزائر.

13
- محمود صبري، 85، فنان تشكيلي عراقي
- فيكتور أرنولد، 75، ممثل أمريكي

14
- بييرماريو موروسيني، 25، لاعب كرة قدم إيطالي.
- وليام فينلي (ممثل)، 71، ممثل أمريكي

15
- سمير سعيد، 48، حارس مرمى كرة قدم كويتي.
- موراي روز، 73، لاعب أولمبي أسترالي
- تاداشي ياماموتو، 76، رجل أعمال ياباني
- دواين شينتزيوس، 43، لاعب كرة سلة أمريكي

16
- تيدي تشارلز، 84، موسيقي أمريكي
- كارلو بيتريني، 64، لاعب كرة قدم إيطالي

18
- ديك كلارك، 82، مذيع تلفزيوني أمريكي
- قاضي حميد الله خان، 76، عالم إسلامي باكستاني

19
- محمد مصطفى بدوي، 86، أديب وأستاذ جامعي بريطاني مصري

21
- تشارلز كولسون، 80، سياسي أمريكي

22
- إبراهيم كريت، 71، لاعب كرة قدم تونسي

25
- عبد الجبار السحيمي، 74، أديب وصحفي مغربي

28
- ريجينا مارتينيز، 48، صحفية مكسيكية
- أحمد يوسف الحسن، 86، مؤرخ فلسطيني
- جواد ولي الدين، 96، شخصية درزية

29
- شكري غانم، 69، سياسي واقتصادي ليبي.
- أحمد تيناوي، 52، شاعر وصحفي سوري
- عبد العزيز صفر، 72، لاعب كرة يد تونسي

30
- رشيد ياسين، 80، صحفي وشاعر عراقي
- بن صهيون نتنياهو، 102، مؤرخ إسرائيلي
- أندرو ليفين، 92، لاعب كرة سلة أمريكي

## وفيات مايو
1
- صالح الشهري، 65، ملحن سعودي.
- رياض خاشقجي، 70، مهندس صناعي سعودي
- جون جيمس كينلي، 86، سياسي كندي
- تشارلز بيتس، 65، موسيقي أمريكي
- إيرل روز، 85، أستاذ جامعي أمريكي
- معز الزمزمي، 36، ملاكم تونسي
- غريغ جاكسون، 59، لاعب كرة سلة أمريكي

2
- عبد العزيز سي، 69، عالم دين موريتاني
- قدورة موسى، 60، سياسي فلسطيني

4
- رشيدي ياكيني، 48، لاعب كرة قدم نيجيري.

6
- فهد القوصو، 37، عضو في تنظيم القاعدة
- بات فرينك، 67، لاعب كرة سلة أمريكي
- جيمس إسحاق، 51، مخرج أفلام أمريكي

7
- جول بوكاندي، 53، لاعب كرة قدم سنغالي

8
- موريس سينداك، 83، رسام وكاتب أمريكي
- نيكولاس كاتزنباك، 90، محامي أمريكي
- بوب مارشال، 77، سياسي أمريكي

9
- فيدال ساسون، 84، مصفف شعر بريطاني
- محمد الأمين البزاز، 70، مؤرخ مغربي

10
- كارول شيلبي، 89، مصمم وسائق سيارات أمريكي

11
- أحمد الغازي الحسيني، 88، عالم دين مغربي

12
- روث فوستر، 92، ممثلة أمريكية

13
- يوسف الرقيق، 72، ممثل تونسي
- دونالد دان، 70، ممثل أفلام أمريكي

14
- فؤاد الكعبازي، 91، وزير وأديب ليبي.
- قاسم أحمد السيد، 73، مصارع عراقي

15
- زكريا محيي الدين، 93، عسكري وسياسي مصري.
- كارلوس فوينتس، 83، روائي مكسيكي
- سناء ناكاهارا، 76، ممثلة يابانية

16
- عبد المؤمن الديوري، 74، سياسي مغربي

17
- وردة الجزائرية، 72، مغنية جزائرية.
- دونا سمر، 63، مغنية ومؤلفة أغاني أمريكية.

18
- أنور هاشم، 63، مخرج سوداني

19
- بوب بوزر، 75، لاعب كرة سلة أمريكي

20
- عبد الباسط المقرحي، 60، شخص ليبي مدان بقضية لوكربي.
- روبن غيب، 62، مغني ومؤلف بريطاني
- يوجين بولي، 96، مهندس إلكتروني أمريكي

22
- هايكازو يوشيدا، 98، ناقد موسيقي ياباني

24
- وليام راثجي، 66، عالم أثار أمريكي
- خوان فرانسيسكو لومباردو، 86، لاعب كرة قدم أرجنتيني

25
- إدواردو مانجاروتي، 93، مبارز سيف إيطالي

26
- نتيلة راشد، 77، كاتبة وصحفية مصرية
- هيروشي ميازاوا، 90، سياسي ياباني

27
- عادل أبو شنب، 81، مؤرخ وقاص سوري
- جوني تابيا، 45، ملاكم أمريكي

28
- باسل شحادة، 28، مخرج سينمائي ومهندس سوري

29
- كانيتو شيندو، 100، مخرج ياباني
- محمد الطيب الناصري، 72، سياسي مغربي
- مورين دنلوب دي بوب، 91، طيارة أرجنتينية

30
- أندرو هكسلي، 94، عالم فيزيولوجيا وفيزياء حيوية بريطاني حاصل على جائزة نوبل في الطب عام 1963.
- جاك تويمان، 78، لاعب كرة سلة أمريكي
- حمزة بن إدريس العثماني، 72، كاتب مغربي

31
- فريد حبيب، 77، سياسي لبناني.
- أورلاندو وولريدج، 52، لاعب كرة سلة أمريكي

## وفيات يونيو
2
- جينشي تاغوشي، 88، عميد الأكاديمية اليابانية للجودة
- ليروي إليس، 72، لاعب كرة سلة أمريكي

4
- إدوارد خيل، 77، مغني روسي.
- أبو يحيى الليبي، 49، المسؤول الثاني في تنظيم القاعدة.
- هربرت موهرينغ، 84، عالم إقتصاد أمريكي

5
- راي برادبري، 91، كاتب أمريكي.

6
- مانويل بريسيادو، 54، لاعب ومدرب كرة قدم إسباني.
- علاء سعد، 45، مغني عراقي
- توموهيتو أمير ميكاسا، 66، أمير ياباني

7
- عبد حمود، 56، عسكري عراقي.
- نبيل طوطح، 82، عازف جاز فلسطيني
- تشاك شير، 85، لاعب كرة سلة أمريكي
- ميرفن جاكسون، 65، لاعب كرة سلة أمريكي
- بوب ويلش، 66، موسيقي أمريكي

8
- غسان تويني، 86، صحفي وسياسي ودبلوماسي لبناني.
- أحمد الجدع، 71، شاعر وكاتب فلسطيني أردني
- باكو اكايي، 79، كاتب ياباني
- سيد أحمد الحردلو، 72، شاعر عراقي
- بيت برينان، 75، لاعب كرة سلة أمريكي
- فرانك كادي، 96، ممثل أمريكي

10
- غوردون وست، 69، لاعب كرة قدم إنجليزي.

11
- تيوفيلو ستيفنسون، 60، ملاكم أولمبي كوبي
- آن روثرفورد، 94، ممثلة كندية
- كينزي أندرسون، 85، فيزيائي أمريكي

12
- مروان عرفات، 67، لاعب كرة قدم سوري
- إلينور أوستروم، 78، اقتصادية أمريكية حاصلة على جائزة نوبل في العلوم الاقتصادية عام 2009.
- باهينيو، 89، لاعب كرة قدم إسباني.
- صبري أولكر، 92، رجل أعمال تركي
- مختار محمد حسين، 100، سياسي صومالي
- هيكتور بيانشوتي، 82، كاتب فرنسي
- أدريان أوتيرو، 53، مغني أرجنتيني

13
- روجيه غارودي، 98، كاتب وفيلسوف فرنسي
- مهدي حسن، 84، مغني باكستاني
- ويليام نولز، 95، كيميائي أمريكي

14
- فريال صالح، 71، مذيعة مصرية.
- حسن كسائي، 83، فنان وموسيقار إيراني

15
- مهيار عدنان الملوحي، 63، فنان تشكيلي ومؤرخ سوري
- أنور عبد الملك، 87، مؤرخ مصري
- باري ماكاي، 76، لاعب كرة مضرب أمريكي
- فيليب كايغان، 85، عالم إقتصاد أمريكي

16
- الأمير نايف بن عبد العزيز آل سعود، 77، ولي العهد نائب رئيس مجلس الوزراء ووزير الداخلية في المملكة العربية السعودية.
- تيري رولان، 74، معلق رياضي فرنسي.
- هشام باشراحيل، 68، صحفي يمني
- سعاد عبد الرحمن الولايتي، 58، كاتبة كويتية

17
- رودني كينغ، 47، مواطن أمريكي كان ضحية لوحشية من قبل شرطة لوس أنجلوس.
- باقر شريف القرشي، 87، رجل شيعي عراقي

18
- سالم علي قطن، 60، ضابط يمني
- هوراسيو كوبولا، 105، مصور أرجنتيني
- غزالة جاويد، 24، مغنية باكستانية

20
- رشيد فارس، 57، ممثل جزائري
- روبرت جيه كيليهر، 99، لاعب كرة مضرب أمريكي

21
- راماز شينغيليا، 55، لاعب كرة قدم جورجي.
- زياد دوراني، 30، سياسي باكستاني

22
- عثمان الشمايلة، 55، ممثل أردني
- نبيل لحود، 57، فنان تشكيلي مصري

23
- بريجيت إينجيرير، 59، عازفة بيانو فرنسية

24
- يوسف داود، 74، ممثل مصري.
- ميكي روكي، 23، لاعب كرة قدم إسباني.
- تيد لوكينبيل، 72، لاعب كرة سلة أمريكي

25
- كاظم إسماعيل الكاطع، 62، شاعر عراقي

26
- نورا أفرون، 71، كاتبة أمريكية
- بات كامينغز، 55، لاعب كرة سلة أمريكي

28
- هيرب شيرر، 82، لاعب كرة سلة أمريكي

29
- جاسم القطامي، 85، سياسي كويتي.

30
- إسحاق شامير، 96، رئيس وزراء إسرائيل.
- ألان سوير، 84، لاعب كرة سلة أمريكي

## وفيات يوليو
1
- آلان جي بويندكستر، 50، رائد فضاء أمريكي

2
- إحسان النص، 91، النائب السابع لمجمع اللغة العربية بدمشق

3
- أندي جريفيث، 86، ممثل أمريكي.

4
- حمدي سالم، ؟، ممثل مصري
- جيمي بيفينس، 92، ملاكم أمريكي

5
- حسن يعقوب العلي، 73، كاتب مسرحي كويتي

6
- هاني الحسن، 73، سياسي فلسطيني.

7
- جيري نورمان، 75، لغوي أمريكي

8
- الأمير محمد بن سعود بن عبد العزيز آل سعود، 77، أمير منطقة الباحة.
- إيرنست بورغنين، 95، ممثل أمريكي.

11
- سلامة أحمد سلامة، 80، صحفي مصري.

12
- جيني تايلر، 86، ممثلة أمريكية
- حميد سمندريان، 81، مخرج أفلام إيراني

13
- وارن جابالي، 65، لاعب كرة سلة أمريكي

14
- محمد البساطي، 74، أديب مصري.
- سيكستين يرنبرغ، 83، لاعب أولمبي سويدي
- حسن شاه، 81، كاتبة مصرية
- هشام أبو النصر، 68، مخرج أفلام مصري
- سعدي إسماعيل البرزنجي، 71، سياسي عراقي
- إنيو كاردوني، 83، لاعب كرة قدم إيطالي

15
- عبد الرحمن صالح الحليسي، 89، سياسي سعودي
- عبد الوهاب أشرفي، 76، ناقد أدبي هندي

16
- ستيفن كوفي، 79، كاتب أمريكي.
- محمود عبدي إبراهيم، 47، سياسي صومالي
- وليام آشر، 90، مخرج أمريكي

17
- حميدة قطب، 75، أديبة وكاتبة مصرية

18
- داود راجحة، 65، وزير الدفاع السوري.
- آصف شوكت، 62، نائب وزير الدفاع السوري.
- حسن توركماني، 77، معاون نائب الرئيس السوري.
- راجيش كانا، 69، ممثل هندي.
- فرانسيس سبينس، 90، مهندس ومبرمج أمريكي

19
- عمر سليمان، 76، نائب رئيس الجمهورية في مصر.

20
- هشام الاختيار، 71، سياسي سوري.
- أحمد جدي، 61، مؤرخ تونسي
- العالية مجاهد، 82، مغنية مغربية

21
- تشاو جين، 77، عالم أحفوريات صيني
- سوزانه لوتار، 51، ممثلة ألمانية

22
- جورج أرميتاج ميلر، 92، عالم نفس أمريكي

23
- سالي رايد، 61، رائدة فضاء أمريكية.
- لاكشمي ساهجال، 97، طبيبة وسياسية هندية

24
- جون أتا ميلس، 68، رئيس غانا.
- حسن إسرب، 61، فنان سوري
- تشاد إيفرت، 75، ممثل أمريكي
- روبرت ليدلي، 86، عالم فيزياء حيوية أمريكي
- شرمن همسلي، 74، ممثل أمريكي

26
- محمد عارف السعيد، 59، مذيع ومدبلج سوري

27
- آر جي آرمسترونغ، 95، ممثل أمريكي
- توني مارتن، 98، ممثل أفلام أمريكي
- نورمان ألدن، 87، ممثل أفلام أمريكي

28
- حلمي سالم، 61، شاعر مصري.

29
- ناجي علوش، 77، مناضل وشاعر فلسطيني
- جون فينيغان، 85، ممثل أمريكي

30
- هيكتور تيزون، 82، سياسي أرجنتيني

31
- غور فيدال، 86، كاتب مقالات أمريكي

## وفيات أغسطس
1
- ألدو مالديرا، 58، لاعب كرة قدم إيطالي.
- سميع داميان، 82، ناقد أدبي روماني
- دوغلاس تاونسند، 90، ملحن أمريكي
- أبيل ساليناس، 82، سياسي بيروفي
- دون إريكسون، 80، لاعب كرة قاعدة أمريكي

2
- عبد الكريم الأشموري، 44، ممثل ومؤلف يمني.
- روي دي فريتاس، 96، لاعب كرة سلة برازيلي

3
- بول مكراكين، 96، عالم إقتصاد أمريكي

4
- أرني ريزن، 87، لاعب كرة سلة أمريكي
- سيلفيا زايدل، 42، ممثلة ألمانية

5
- محمد نوح، 75، موسيقي مصري.
- لبيد العبيدي، 75، مؤرخ عراقي

6
- برنارد لوفيل، 98، فيزيائي وعالم فلك راديوي بريطاني.
- مارفن هاملستش، 68، ملحن أمريكي
- دان روندفيلد، 59، لاعب كرة سلة أمريكي

7
- بهيجة أحمد شهاب، 90، كاتبة عراقية

8
- عزيز الحق، 93، باحث إسلامي بنغلاديشي

9
- جورج لطفي الخوري، 73، مخرج أفلام سوري
- آل فريمان جونيور، 78، ممثل أفلام أمريكي

10
- عمر بن سليمان الأشقر، 72، رجل دين فلسطيني.
- أحمد زيد السرحان، 92، رئيس مجلس الأمة الكويتي.
- عباس رحيم، 33، لاعب كرة قدم عراقي
- فيليب بوجالسكي، 49، سائق رالي فرنسي
- كارلو رامبالدي، 86، رسام ونحات إيطالي

11
- مايكل دوكيس، 54، ملاكم أمريكي
- هايدي هولاند، 64، صحفية جنوب أفريقية

12
- فاتن أنور، 71، ممثلة مصرية
- عبد الرزاق جبران، 51، شاعر مغربي

13
- هيلين براون، 90، كاتبة أمريكية.

14
- سيرجي كابيتسا، 84، عالم فيزيائي روسي

15
- بيف إليوت، 89، ممثل أفلام أمريكي
- بوب بيرش، 56، ملحن أمريكي

16
- أمينة أميرة المغرب، 58، أميرة مغربية

18
- تيسير المشهداني، ؟، سياسية عراقية

19
- توني سكوت، 68، مخرج بريطاني
- غازي الصادق، 56، سياسي سوداني
- آمال قناوي، 37، فنانة تشكيلية مصرية

20
- ملس زيناوي، 57، رئيس وزراء إثيوبيا.
- دوم منتوف، 96، رئيس وزراء مالطا.
- ميكا ياماموتو، 45، صحفية يابانية.
- فيرجينيا دير (ممثلة)، 92، ممثلة أمريكية
- فيليس ديلر، 95، ممثلة كوميدية أمريكية
- ألكسندر ساكستون، 93، مؤرخ أمريكي

21
- سامي مكارم، 81، شاعر لبناني
- ويليام ثورستون، 65، عالم رياضيات أمريكي

22
- الحسين أنفال، 59، لاعب كرة قدم مغربي
- تشارلز فلوريس، 41، عازف جاز كوبي
- نينا بودن، 87، كاتبة بريطانية

24
- عبد الشكور التركستاني، 47، أمير الحزب الإسلامي التركستاني
- فيليكس مييلي فينيراندو، 74، لاعب كرة قدم برازيلي
- ستيف فرانكن، 80، ممثل أفلام أمريكي

25
- صبحي الرفاعي، 66، ممثل سوري.
- نيل آرمسترونغ، 82، رائد فضاء أمريكي وأول من مشي على سطح القمر.
- روبرت بالمر بيزلي، 76، طبيب أمريكي

27
- عبود روجو، 44، رجل دين كيني.
- فاضل جاسم، 70، ممثل عراقي
- خلف رشيد نعمان، 88، مؤرخ عراقي
- آرت هيمان، 71، لاعب كرة سلة أمريكي

28
- سعيد أفندي الجركاوي الداغستاني، 74، متصوف داغستاني

29
- سعيد أبو الريش، 77، صحفي فلسطيني

30
- برناردو بونيزي، 48، ملحن أفلام إسباني

31
- كارلو مارتيني، 85، رجل نصراني إيطالي
- جون سي شاباز، 81، سياسي أمريكي

## وفيات سبتمبر
1
- هال ديفيد، 91، شاعر أمريكي
- الطاهر تواتي، 32، سياسي جزائري

2
- عبد الهادي مبارك، 77، مخرج عراقي

3
- محمود الجوهري، 74، لاعب ومدرب كرة قدم مصري.
- مايكل كلارك دانكن، 54، ممثل أمريكي.
- نادية شمس الدين، 70، ممثلة مصرية

5
- محمد علي حمد الله، 84، عالم لغوي ونحوي سوري
- أحمد صالح (ناقد سينمائي)، 76، كاتب سيناريو مصري

6
- أوسكار روسي، 82، لاعب كرة قدم أرجنتيني

7
- قاسم مطرود، 51، كاتب مسرحي ومخرج عراقي
- عبد الله السبت، 64، عالم سلفي كويتي

8
- سامي إحسان، 75، ملحن سعودي.

9
- أحمد سالم القصاب، 78، إعلامي لبناني

10
- فؤاد اسبير، 70، مطرب ومغني سوري
- تاداهيرو ماتسوشيتا، 73، سياسي ياباني

11
- كريستوفر ستيفنز، 52، دبلوماسي أمريكي.
- شون سميث، 34، جنرال أمريكي
- إرفينغ إس. ريد، 88، رياضياتي أمريكي

12
- عدنان الشرعبي، 36، معتقل يمني في سجن غوانتانامو
- علي أحمد الخضر، 76، سياسي يمني
- انتحار اودرى بوت، 15، طالبة أمريكية

13
- إسماعيل عبد الحافظ، 71، مخرج مصري.
- محمد المصطفى، 90، شاعر لبناني
- ميشيل بود، 48، عالم مصريات فرنسي

14
- إدواردو كاسترو لوكي، 48، سياسي مكسيكي
- ستيفن دونهام، 48، ممثل أمريكي
- شاكر محمود شكري، 100، سياسي عراقي

16
- علي حليمة، 59، سياسي فلسطيني
- جون إنجل، 84، ممثل أفلام أمريكي

17
- الأمير مساعد بن سعود بن عبد العزيز آل سعود، 90، أمير منطقة تبوك.
- إدوارد لو كلارك، 85، رجب أعمال فرنسي

18
- سانتياغو كاريو، 97، سياسي إسباني.
- نادية حمزة، 73، مخرجة مصرية

19
- بهنام أبو الصوف، 81، عالم أثار عراقي
- رينو فييراريو، 85، لاعب كرة قدم إيطالي

21
- إد كونلين، 79، لاعب كرة سلة أمريكي

24
- أبو عكاش، ؟، عضو في تنظيم القاعدة
- أكرمان ألفريد، 88، دراج فرنسي

25
- آندي ويليامز، 85، مغني أمريكي.
- محمد عبد العزيز الراجحي، 75، رجل أعمال سعودي
- إريك آيفيس، 81، مؤرخ بريطاني.
- محمد سعيد الكحيل، 79، متصوف سوري
- عمران شعبان، 22، معارض ليبي

26
- حسيبة رشدي، 94، ممثلة ومغنية تونسية.
- مايا ناصر، 33، صحفي سوري
- جوني لويس، 28، ممثل أفلام أمريكي

27
- سعد العفنان، 72، صحفي سعودي

28
- أحمد رمزي، 82، ممثل مصري.
- إبراهيم خريط، 69، كاتب وأديب سوري
- أبراهام أدان، 85، جنرال إسرائيلي
- عمر محمد ملاحفجي، 81، عالم دين سوري

29
- الأمير هذلول بن عبد العزيز آل سعود، 70، رئيس نادي الهلال السعودي.
- هيبي كامارغو، 83، ممثلة ومذيعة برازيلية.
- عبد الرحيم ملحس، 75، سياسي أردني

30
- أحمد خليل عبد الجبار، 90، شاعر سعودي

## وفيات أكتوبر
1
- إريك هوبسباوم، 95، مؤرخ بريطاني.
- جميل الجودي، 78، ممثل تونسي
- علي حسين ناصيف، ؟، قيادي في حزب الله
- ديرك باش، 51، ممثل ألماني
- عبد القادر فريحة، 69، لاعب كرة قدم جزائري
- حسان غول، 35، عضو في تنظيم القاعدة
- أرماند راسيل، 91، سياسي كندي
- جاسم الزيني، 69، فنان تشكيلي قطري

2
- محمد مشيمع، 24، مواطن بحريني

3
- روبرت إف كريستي، 96، فيزيائي أمريكي

4
- حسين البدر، 72، ممثل كويتي

5
- سليمان العيسى، 66، مذيع سعودي.
- بيار شولي، 82، طبيب جزائري

6
- الشاذلي بن جديد، 83، رئيس الجزائر.
- علي خزام، 46، ضابط في جيش النظام البائد
- محمد بوليفة، 57، ملحن جزائري

7
- مصطفى ساهل، 66، سياسي مغربي
- لاري بلوك، 69، ممثل أمريكي

8
- رافييل ليسميس، 85، لاعب كرة قدم إسباني
- دوني بوتشر، 76، لاعب كرة سلة أمريكي

9
- كيني رولنز، 89، لاعب كرة سلة أمريكي

10
- انتحار أماندا تود (طالب)، 15، طالبة كندية

11
- أبراهام أبوتبول، 51، ممثل ومغني إسرائيلي
- مصطفى الأسمر، 77، روائي مصري

13
- هشام السعيدني، 47، ناشط فلسطيني
- سايتشي مارويا، 87، كاتب ومؤلف ياباني
- غاري كولينز، 74، ممثل أفلام أمريكي

14
- عبد الرحمن قيروش (باكو)، 64، فنان موسيقي مغربي
- ارلين سبكتر، 82، سياسي أمريكي
- كايل بينيت (متسابق)، 33، دراج طريق أمريكي

15
- نورودوم سيهانوك، 89، ملك كمبوديا.

16
- فرانك مور كروس، 91، مؤرخ أمريكي

18
- لطفي نقض، ؟، سياسي تونسي.
- صالح كركر، 63، سياسي تونسي
- سلاتر مارتن، 86، لاعب كرة سلة أمريكي

19
- وسام الحسن، 47، رئيس شعبة المعلومات في المديرية العامة للأمن الداخلي اللبناني.
- هناء عبد الفتاح، 71، ممثل ومخرج مصري.
- فيورنزو ماغني، 91، دراج إيطالي

20
- إدوارد دونال توماس، 92، طبيب أمريكي حائز على جائزة نوبل في الطب عام 1990.
- جواد أقدار، 28، لاعب كرة قدم مغربي.

21
- ياش شوبرا، 80، مخرج هندي.
- جورج ماكغفرن، 90، سياسي أمريكي

22
- عفيفة إسكندر، 91، مغنية عراقية.
- روسل مينس، 72، سياسي أمريكي

24
- مارجريت أوزبورن دوبون، 94، لاعبة كرة مضرب أمريكية

25
- جاك بارزون، 117، مؤرخ أمريكي

26
- ناتينا ريد، 31، مغنية أمريكية
- ناوكي مياموتو، 77، لاعب غو ياباني

27
- حبيب الزيودي، 49، شاعر وكاتب أردني
- هانز فيرنر هينتسه، 86، ملحن ألماني
- منصف الورغي، 70، مقاتل تونسي

29
- أبو خالد العملة، 82، عضو سابق في حركة فتح
- ليتيسيا بالدريدج، 86، كاتبة أمريكية

30
- أحمد علي الإمام، 67، عالم دين سوداني

31
- عبد الرزاق الحمامي، 77، مخرج تونسي.
- مريم جميلة، 78، كاتبة أمريكية

## وفيات نوفمبر
1
- أغوستين غارثيا كالبو، 86، كاتب إسباني

2
- محمد رافع، 30، ممثل سوري
- آسية الوديع، 63، قاضية ومناضلة مغربية
- بول غوردون (كرة سلة)، 85، لاعب كرة سلة أمريكي

3
- هاني السعدي، 64، ممثل سعودي.

4
- شكري العقيدي، 83، ممثل ومخرج عراقي.
- ايجي هوسويا، 67، رجل أعمال ياباني

5
- إليوت كارتر، 103، ملحن أمريكي
- عاصم سلام، 88، مهندس لبناني
- ليوناردو فافيو، 74، فنان أرجنتيني

6
- كليف دان، 92، ممثل بريطاني

7
- عزيز ميلاد، 74، رجل أعمال تونسي
- كارمن باسيليو، 85، ملاكم أمريكي

9
- جابر قميحة، 78، شاعر وأديب مصري.

12
- دانيال ستيرن، 78، طبيب نفسي أمريكي

13
- ياو ديفين، 40، أطول أمرأة حسب موسوعة غينيس للأرقام القياسية
- مانويل بينيا، 46، لاعب كرة قدم إسباني
- كينيث كراج، 99، مستشرق أمريكي
- ويل بارنيت، 101، فنان أمريكي

14
- سمير حسني، 64، ممثل مصري.
- أحمد الجعبري، 51، نائب قائد عام كتائب عز الدين القسام.

15
- تيوفيل أبيغا، 58، لاعب كرة قدم كاميروني.

16
- إلياهو ناوي، 92، سياسي إسرائيلي

17
- بال ثاكراي، 86، سياسي هندي

19
- رامز حرب، ؟، قيادي فلسطيني
- عمر عبد الله دخقان، 85، سياسي أردني

21
- أجمل قصاب، 25، مقاتل باكستاني

23
- لاري هاغمان، 81، ممثل أمريكي.

24
- عبد العزيز بن يحيى اليحيى، 83، عالم سلفي سعودي
- هيكتور كاماتشو، 50، ملاكم أمريكي

25
- دايف سكستون، 82، لاعب ومدرب كرة قدم إنجليزي.
- كارلايل تاوري، 92، لاعب كرة سلة أمريكي

26
- جوزيف موراي، 93، جراح تجميل أمريكي حاصل على جائزة نوبل في الطب عام 1990.
- ميلاد حنا، 88، مهندس ومفكر سياسي مصري.

27
- مارفين ميلر، 95، نقابي أمريكي

28
- زيج زيجلار، 86، مؤلف أمريكي.
- أحمد بن حامد آل حامد، 83، سياسي إماراتي
- خوسيه ماريا فيديليس دوس سانتوس، 68، لاعب كرة قدم برازيلي
- جيمس داي هودجسون، 96، سياسي أمريكي

30
- محمد الشيخ نجيب، 59، مخرج وممثل سوري.

## وفيات ديسمبر
1
- أحمد الطيب العلج، 84، ممثل مغربي.
- فيل تايلور، 95، لاعب ومدرب كرة قدم إنجليزي.
- جوفان بيلشر، 25، لاعب كرة قدم أمريكي
- عصام الشنطي، 82، مؤرخ فلسطيني
- إدوارد صوما، 86، موظف مدني لبناني
- سعد الدريبي، 81، شاعر سعودي

3
- فيودور خيتروك، 95، رسام ومخرج روسي.
- رجب الماجري، 82، شاعر ليبي.
- يوليوس ميخائيل الجميل، 74، قس عراقي
- داود سرسم، 92، سياسي عراقي
- أمير محمود أنوار، 67، شاعر إيراني

4
- طلحت حمدي، 71، ممثل ومخرج سوري.

5
- البطريرك إغناطيوس الرابع هزيم، 91، بطريرك أنطاكية وسائر المشرق للروم الأرثوذكس.
- أوسكار نيماير، 104، معماري برازيلي.
- علي خشان، 74، داعية سلفي سوري
- ديف بروبيك، 91، ملحن أمريكي

6
- أبو زياد الكويتي، 47، عضو في تنظيم القاعدة
- روضة أبو الشعر، 70، شاعرة أردنية
- ماكوتو ساتو، 78، ممثل ياباني
- لويجي بونيزوني، 93، لاعب كرة قدم إيطالي

7
- عمار الشريعي، 64، موسيقي مصري.
- غيلبرت دوراند، 91، فيلسوف فرنسي
- أرت لارسن، 87، لاعب كرة مضرب أمريكي

8
- الأمير فيصل بن سعود بن عبد العزيز آل سعود، 85، أمير سعودي.

9
- باتريك مور، 89، عالم بريطاني في علم الفلك.
- جيني ريفيرا، 43، مغنية وممثلة أمريكية.
- سميح عصفورة، 70، ضابط مخابرات أردني
- نورمان جوزيف وودلاند، 91، مهندس ومخترع أمريكي

10
- عياض الدين أحمد، 81، رئيس بنغلاديش.
- عزيز شكري، 75، حقوقي ومستشار قانوني سوري
- بوب موندين، 70، لاعب رماية أمريكي

11
- رافي شانكار، 92، موسيقار هندي
- محمد نور الدين بريون، 87، ناشر وتربوي ليبي

12
- سميحه اس، 100، صحفية تركية
- فضل الحق الأميني، 67، سياسي بنغلاديشي
- والت كيرك، 88، لاعب كرة سلة أمريكي

13
- عبد السلام ياسين، 84، داعية إسلامي مغربي.
- ميدوري ميورا، 65، مترجمة يابانية

14
- ريتشارد باوم، 72، عالم صينيات أمريكي

15
- يوسف الجادر، 42، معارض سوري وأحد قادات الجيش السوري الحر
- محمد السيد ندا، 69، شاعر وإذاعي مصري
- أحمد جلال التدمري، 72، مؤرخ إماراتي
- جمالة البيضاني، 35، ناشطة يمنية
- محمد جواد الغبان، 73، شاعر عراقي
- أولغا زوباري، 83، ممثلة أرجنتينية

17
- محمد بن عبد الله السبيل، 88، أحد أئمة الحرم المكي، سعودي.
- مريم أحمد القبيسي، 56، إعلامية وممثلة إماراتية
- دانيال إينوي، 88، سياسي أمريكي

18
- المصطفي ولد محمد السالك، 76، رئيس موريتاني.
- علا زكي، 52، سيدة أعمال مصرية

19
- كيغي ناكازاوا، 73، مانغاكا ياباني
- روبرت بورك، 85، قاضي أمريكي

20
- محي الدين عبد المحسن، 72، ممثل مصري.
- ليزلي كلاوديوس، 85، رياضي هوكي هند.
- محمد عوض (لاعب ومدرب كرة قدم)، 73، لاعب كرة قدم أردني سابق
- جيروم وايتهيد، 56، لاعب كرة سلة أمريكي

22
- منصور حسن، 75، سياسي مصري.
- يكن حسين، 78، مدرب كرة قدم مصري
- زهير القيسي (مؤرخ)، 84، مؤرخ عراقي
- كمال الدين جعيط، 90، عالم دين تونسي

23
- طارق سلامة، 38، ممثل سوري من أصل فلسطيني
- عبد الجبار محسن، 81، صحفي عراقي
- إيفلين وارد، 89، ممثلة أمريكية

24
- خيرية خيري، 82، صحفية مصرية
- عبد الغفار مكاوي، 82، فيلسوف ومترجم مصري
- تشارلز دورنينج، 89، ممثل أمريكي
- جاك كلوغمان، 90، ممثل أمريكي

25
- الأمير تركي بن سلطان بن عبد العزيز آل سعود، 53، أمير سعودي.
- صيتة بنت فهد الدامر، 90، زوجة الملك خالد بن عبد العزيز آل سعود
- محمود الأرناؤوط، 67، ممثل تونسي

26
- إبراهيم طنوس، 83، عسكري لبناني

27
- نورمان شوارتسكوف، 78، عسكري أمريكي
- هاري كاري، 91، ممثل أمريكي

28
- ذهني الوحيدي، 69، وزير فلسطيني سابق

30
- سلطان بن حمد العويد، 44، عالم سلفي سعودي
- ريتا ليفي مونتالشيني، 103، طبيبة إيطالية حائزة على جائزة نوبل في الطب عام 1986.
- كارل وويس، 84، عالم أحياء دقيقة أمريكي.

31
- طارق المكي، 54، رجل أعمال تونسي.